# アンゲル・サリグニ橋
アンゲル・サリグニ橋 (ルーマニア語: Anghel Saligny Bridge) は、ルーマニアのドナウ川に架かるトラス鉄道橋である。旧称カロル1世橋 (Podul Regele Carol I)。ムンテニアとドブロジャの両地域を結ぶ。橋は国家歴史記念物に指定されている。

## 解説
橋は1890年から1895年にかけて建設された。ドナウ川とボルチャ分流、その間にあるバルタ・ヤロミツァ島を跨ぐように架かっており、陸橋を含めた全長は4087.95mで、完成当時ヨーロッパで最長、世界で2番目に長かった。橋はルーマニアの技師、アンゲル・サリグニが設計した。川の左岸にはフェテシュティ、右岸にはチェルナヴォダの町がある。
チェルナヴォダ側のドナウ川に架かる橋は、中央支間は190mあり（ヨーロッパ大陸最長）、ほかの4つの支間長は140mで、高架部には60mの支間が15ある。一方、ボルチャ分流には140mの支間が3、50mの支間が11置かれている。2つの河川横断部を合わせると長さは2,632mになり、うちドナウ川上が1,662m、ボルチャ分流上が970mである。水面からの高さは30mで、高さのある船も下を航行できるようになっている。また、2つの橋の間にあるバルタ・ヤロミツァ島には、かつて1,455mの高架橋が存在し、42.8の支間が34あった。
橋は1895年9月26日に全通し、最初の試験として15の蒸気機関車が時速60kmで走り抜けた後、客用の列車が時速80kmでこれに続いた。
1960年代、バルタ・ヤロミツァ島の大部分が農地となり、もともとここにあった高架橋は盛土に置き換えられた。
アンゲル・サリグニ橋は、隣にチェルナヴォダ橋が完成する1987年まで、この地点でドナウ川を横断する唯一の鉄道橋であった。

## ギャラリー

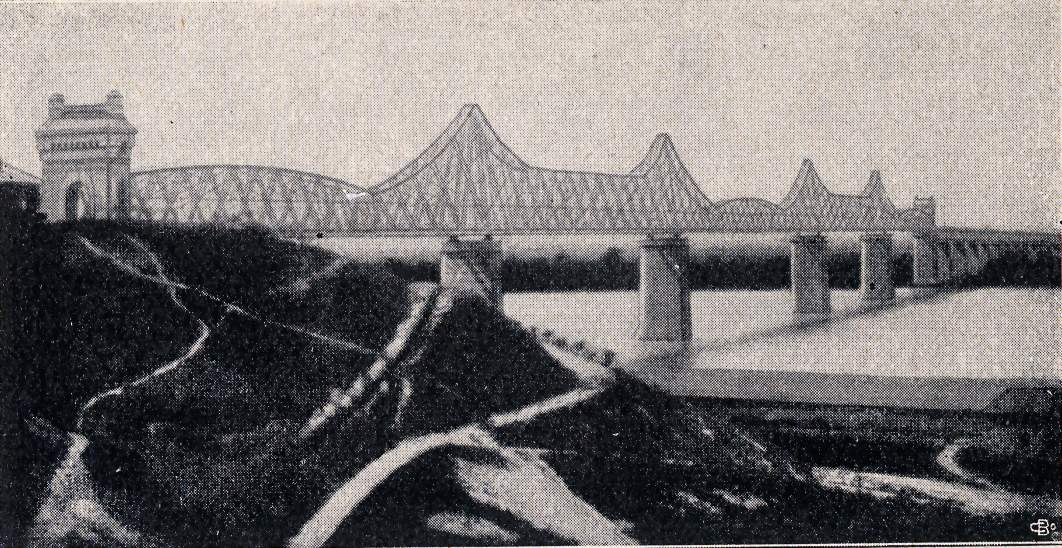
20世紀初頭の橋
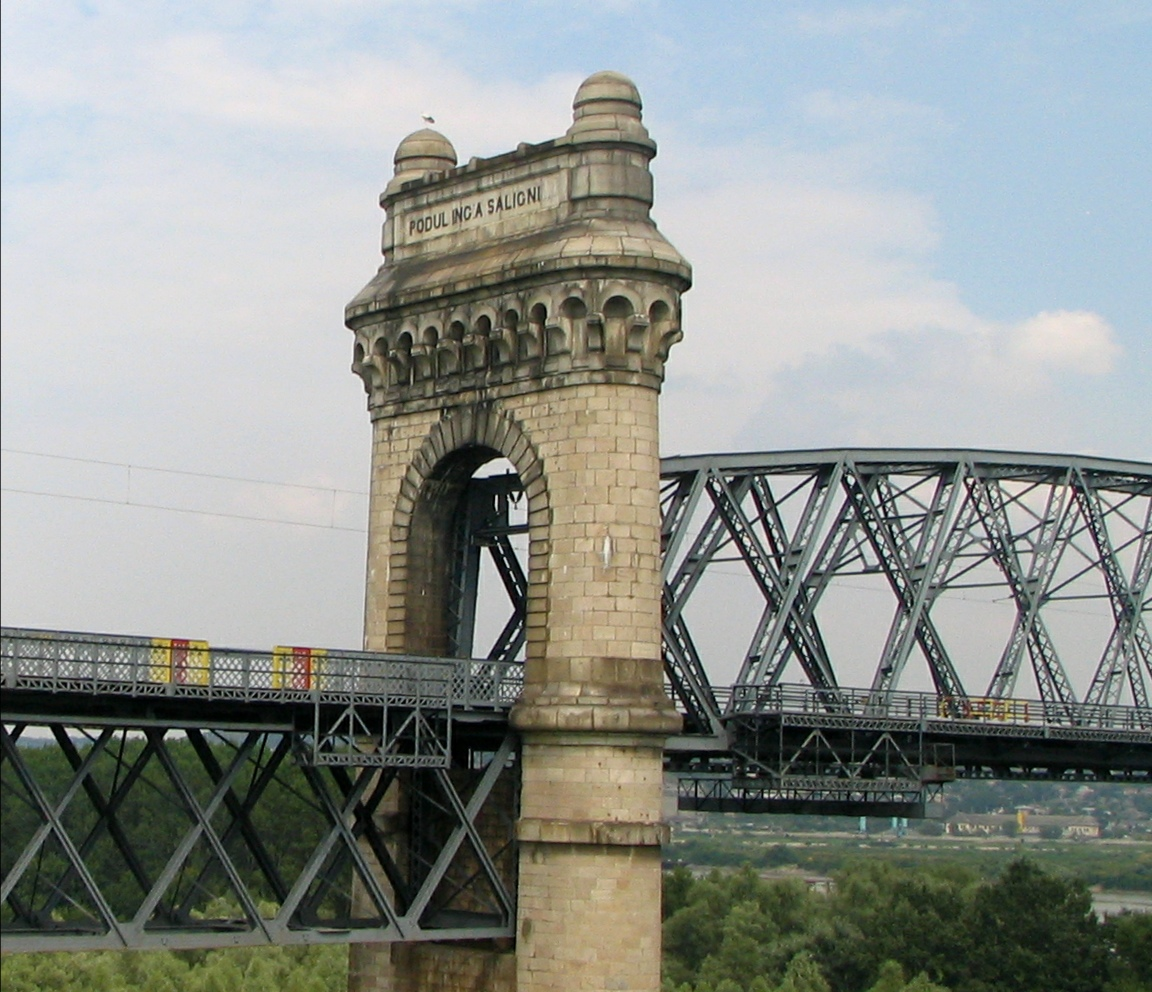
橋の塔
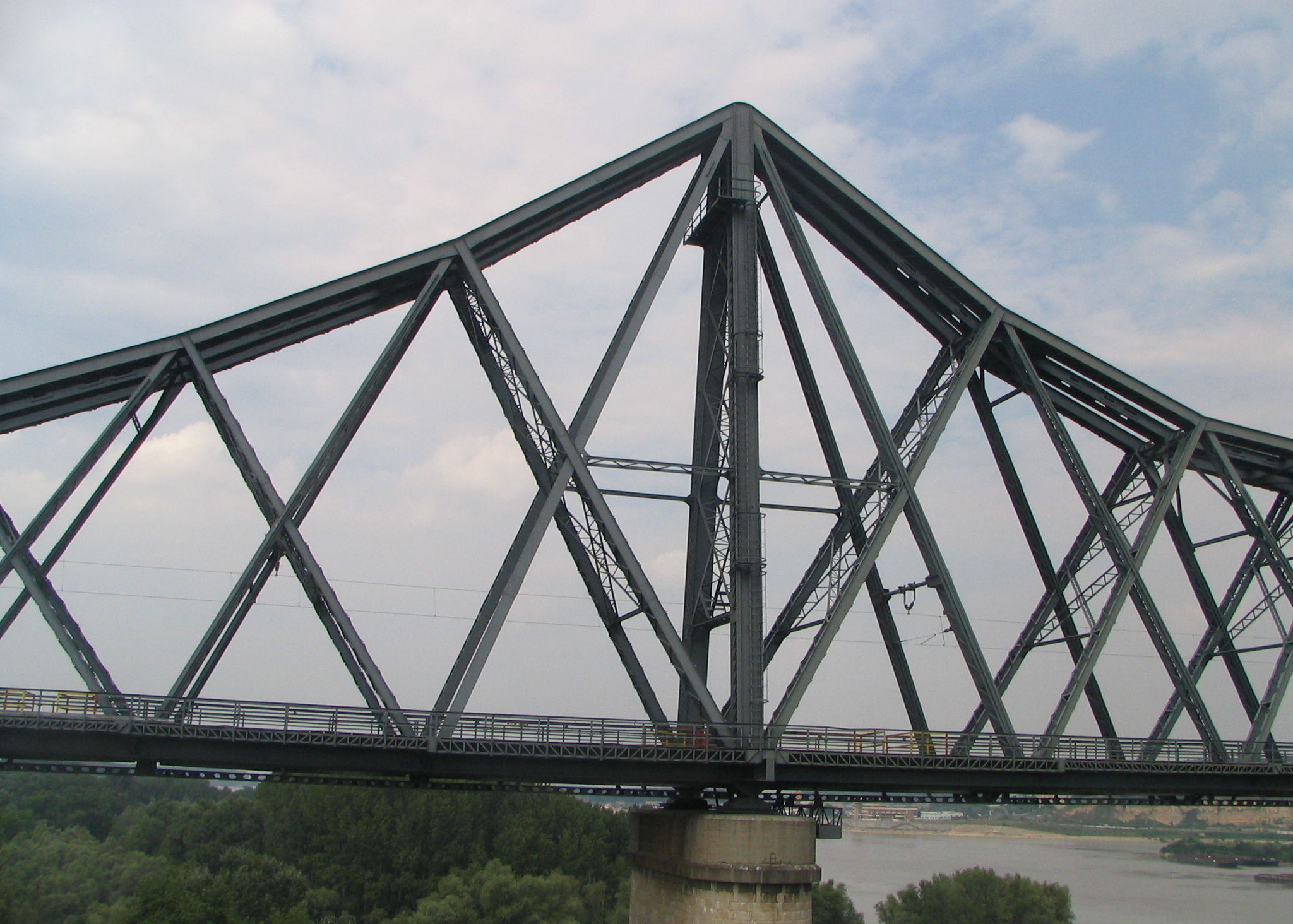
支柱
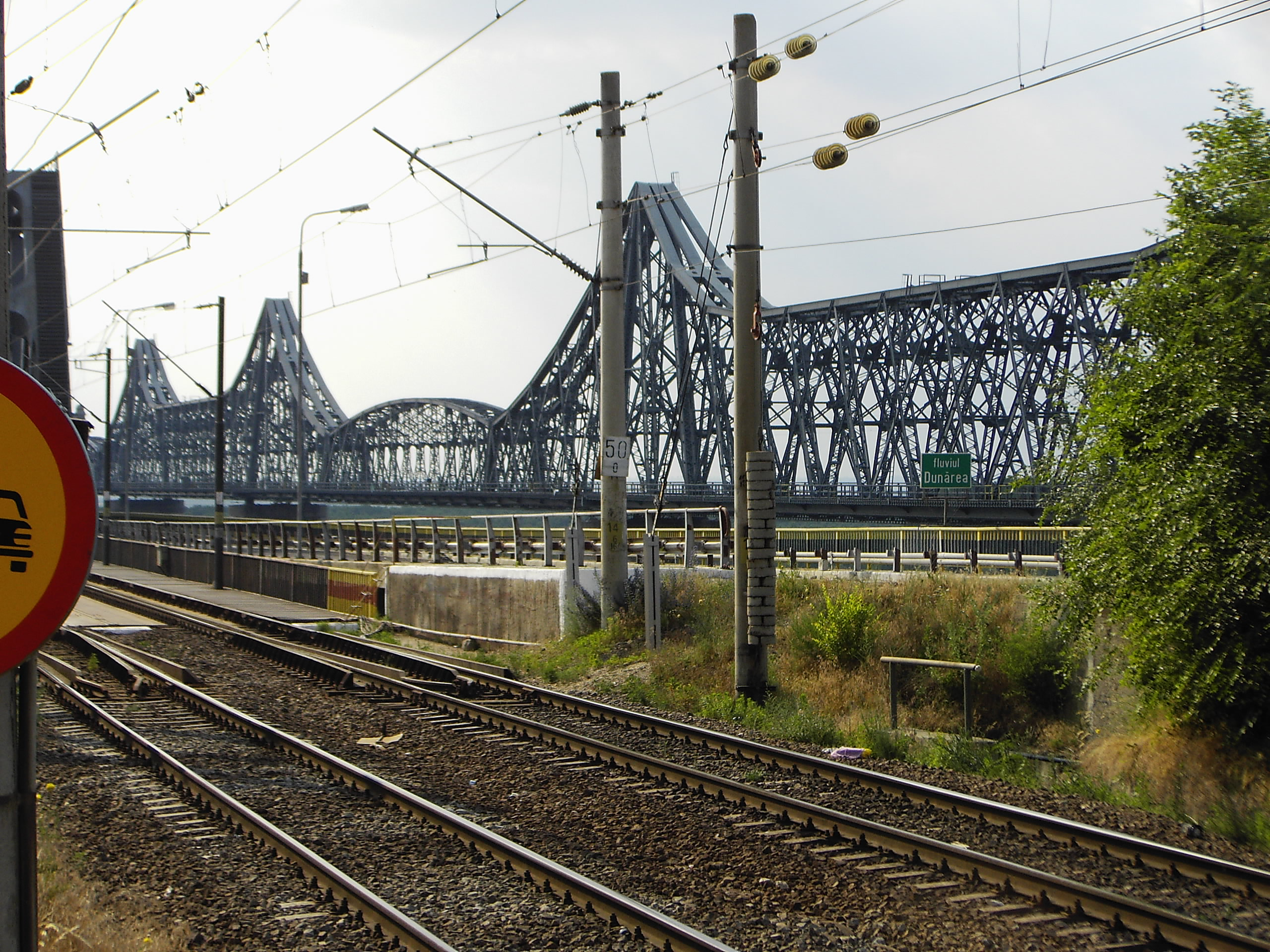
2006年のアンゲル・サリグニ橋